# Hypercompe trinitatis
Hypercompe trinitatis là một loài bướm đêm thuộc phân họ Arctiinae, họ Erebidae.